# Douwe Bob
Douwe Bob Posthuma (Amsterdam, 12 de desembre de 1992), més conegut com a Douwe Bob, és un cantautor neerlandès. Va guanyar l'agost de 2012 la primera edició del programa De beste singer-songwriter van Nederland («El millor cantautor dels Països Baixos»). Va representar els Països Baixos al Festival de la Cançó d'Eurovisió 2016 amb la cançó Slow Down i va acabar en onzè lloc.